# Farès Benabderahmane
Farès Benabderahmane (Sidi Aïssa, 11 augustus 1987) is een Algerijns voetballer die bij voorkeur als verdediger speelt. Hij verruilde in 2012 CR Belouizdad voor ES Sétif. 
Benabderahmane won in 2011 met USM El Harrach de Beker van Algerije.